# Pócsmegyer
Pócsmegyer es un pueblo húngaro perteneciente al distrito de Szentendre, condado de Pest.

## Superficie
Cuenta con una superficie de 13,08 km².

## Demografía
Hasta 2024 la población era de 2810 habitantes, con una densidad de población de 214,83 hab/km².
| Gráfica de evolución demográfica de Pócsmegyer entre 2020 y 2024 |
|                                                                  |
| Datos según la Oficina Central de Estadística de Hungría.        |